# 289 (číslo)
Dvě stě osmdesát devět je přirozené číslo, které následuje po čísle dvě stě osmdesát osm a předchází číslu dvě stě devadesát. Římskými číslicemi se zapisuje CCLXXXIX a řeckými číslicemi σπθ.

## Matematika
289 je:
- Druhá mocnina čísla 17
- Nešťastné číslo
- Příznivé číslo

## Astronomie
- (289) Nenetta je planetka hlavního pásu, kterou objevil v roce 1890 Auguste Charlois

## Doprava
- Silnice II/289 je česká silnice II. třídy vedoucí na trase II/288 – Příkrý – Roprachtice[1]

## Roky
- 289
- 289 př. n. l.